# Dominio de Hamamatsu
El Dominio de Hamamatsu (del japonés: 浜松藩 ‘Hamamatsu-han’) fue un han del período Edo de la historia de Japón, localizado en la Provincia de Tōtōmi. Su centro de mando estaba localizado en el Castillo Hamamatsu en la actual ciudad de Hamamatsu, Prefectura de Shizuoka.
Hamamatsu fue la residencia de Tokugawa Ieyasu durante gran parte del inicio de su carrera y el castillo de Hamamatsu fue conocido como «castillo de la promoción» (del japonés: 出世城 ‘Shussei-jo’) debido a que allí Ieyasu fue promovido al cargo de shōgun. El dominio era visto como un trampolín para que los daimios alcancen cargos más elevados en la administración del shogunato Tokugawa, como por ejemplo formar parte de la Rōjū o Wakadoshiyori.

## Daimios
| #                                                   | Nombre                                 | Fecha     | Título cortesano                      | Rango en la corte  | Kokudaka    |
| --------------------------------------------------- | -------------------------------------- | --------- | ------------------------------------- | ------------------ | ----------- |
| Clan Matsudaira (Sakurai) (fudai) 1601–1609         |                                        |           |                                       |                    |             |
| 1                                                   | Matsudaira Tadayori ( 松平忠頼?)       | 1601–1609 | Uma-no-jo (右馬允)                    | Bajo 5° (従五位下) | 50 000 koku |
| Clan Kōriki (fudai) 1619–1638                       |                                        |           |                                       |                    |             |
| 1                                                   | Kōriki Tadafusa ( 高力 忠房?)          | 1619–1638 | Sakon-no-taifu （左近大夫）           | Bajo 5° (従五位下) | 35 000 koku |
| Clan Matsudaira (Ogyū) (fudai) 1638–1644            |                                        |           |                                       |                    |             |
| 1                                                   | Matsudaira Norinaga ( 松平(大給)乗寿?) | 1638–1644 | Izumi-no-kami (和泉守)                | Bajo 5° (従五位下) | 36 000 koku |
| Clan Ōta (fudai) 1644–1678                          |                                        |           |                                       |                    |             |
| 1                                                   | Ōta Sukemune ( 太田資宗?)              | 1644–1671 | Bitchu-no-kami (備中守)               | Bajo 5° (従五位下) | 35 000 koku |
| 2                                                   | Ōta Suketsugu ( 太田資次?)             | 1671–1678 | Settsu-no-kami (摂津守)               | Bajo 4° (従四位下) | 35 000 koku |
| Clan Aoyama (fudai) 1678–1702                       |                                        |           |                                       |                    |             |
| 1                                                   | Aoyama Munetoshi ( 青山宗俊?)          | 1678–1679 | Inaba-no-kami (因幡守)                | Bajo 4° (従四位下) | 50 000 koku |
| 2                                                   | Aoyama Tadao ( 青山忠雄?)              | 1679–1685 | Izumi-no-kami (和泉守)                | Bajo 5° (従五位下) | 50 000 koku |
| 3                                                   | Aoyama Tadashige ( 青山忠重?)          | 1685–1702 | Shimotsuke-no-kami (下野守)           | Bajo 5° (従五位下) | 50 000 koku |
| Clan Matsudaira (Honjō) (fudai) 1702–1729           |                                        |           |                                       |                    |             |
| 1                                                   | Matsudaira Suketoshi ( 松平 資俊?)     | 1702–1723 | Hoki-no-kami (伯耆守)                 | Bajo 4° (従四位下) | 70 000 koku |
| 2                                                   | Matsudaira Sukekuni ( 松平 資訓?)      | 1702–1729 | Bungo-no-kami (豊後守)                | Bajo 5° (従五下)   | 70 000 koku |
| Clan Matsudaira (Ōkōchi/Nagasawa) (fudai) 1729–1752 |                                        |           |                                       |                    |             |
| 1                                                   | Matsudaira Nobutoki (松平 信祝?)       | 1729–1744 | Izu-no-kami (伊豆守): Jijū (侍従)     | Bajo 4° (従四位下) | 70 000 koku |
| 2                                                   | Matsudaira Nobunao ( 松平 信復?)       | 1744–1752 | Izu-no-kami (伊豆守)                  | Bajo 5° (従五下)   | 70 000 koku |
| Clan Matsudaira (Honjō) (fudai) 1749–1768           |                                        |           |                                       |                    |             |
| 1                                                   | Matsudaira Sukekuni ( 松平 資訓?)      | 1749–1752 | Bungo-no-kami (豊後守); Jijū (侍従)   | Bajo 4° (従四位下) | 70 000 koku |
| 2                                                   | Matsudaira Sukemasa ( 松平 資昌?)      | 1752–1768 | Iyo-no-kami (伊予守)                  | Bajo 5° (従五下)   | 70 000 koku |
| Clan Inoue (fudai)                                  |                                        |           |                                       |                    |             |
| 1                                                   | Inoue Masatsune ( 井上正経?)           | 1768-1766 | Kawachi-no-kami (河内守); Jijū (侍従) | Bajo 4° (従四位下) | 60 000 koku |
| 2                                                   | Inoue Masasada ( 井上正定?)            | 1766–1786 | Kawachi-no-kami (河内守)              | Bajo 5° (従四位下) | 60 000 koku |
| 3                                                   | Inoue Masamoto ( 井上正甫?)            | 1786–1817 | Kawachi-no-kami (河内守)              | Bajo 5° (従五下)   | 60 000 koku |
| Clan Mizuno (fudai) 1817–1856                       |                                        |           |                                       |                    |             |
| 1                                                   | Mizuno Tadakuni ( 水野忠邦?)           | 1817–1845 | Echizen-no-kami (越前守); Jijū (侍従) | Bajo 4° (従四位下) | 60 000 koku |
| 2                                                   | Mizuno Tadakiyo ( 水野 忠精?)          | 1845–1856 | Izumi-no-kami' (和泉守); Jijū (侍従)  | Bajo 4° (従四位下) | 50 000 koku |
| Clan Inoue (fudai) 1845-1868                        |                                        |           |                                       |                    |             |
| 1                                                   | Inoue Masaharu ( 井上正春?)            | 1845–1847 | Kawachi-no-kami (河内守); Jijū (侍従) | Bajo 4° (従四位下) | 60 000 koku |
| 2                                                   | Inoue Masanao ( 井上正直?)             | 1847–1868 | Kawachi-no-kami (河内守); Jijū (侍従) | Bajo 4° (従四位下) | 60 000 koku |